# Vierte Französische Republik
Die Vierte Französische Republik (französisch Quatrième République française) war die Staatsform Frankreichs zwischen dem 27. Oktober 1946 und dem 4. Oktober 1958 (dem Tag, an dem die im Auftrag von General Charles de Gaulle ausgearbeitete Verfassung der V. Republik in Kraft trat). Die IV. Republik entstand nach dem Ende des Zweiten Weltkrieges. Das vom nationalsozialistischen Deutschland abhängige Vichy-Regime war 1944 bedeutungslos geworden; de Gaulle hatte am 3. Juni 1944 die Provisorische Regierung der Französischen Republik gegründet und war am 13. November 1945 von der Nationalversammlung zum Ministerpräsidenten gewählt worden.
Herausragende Politiker der IV. Republik waren – neben den beiden Staatspräsidenten Vincent Auriol (1947–1954) und René Coty (1954–1959) – die Ministerpräsidenten Pierre Mendès France (1907–1982), Henri Queuille (1884–1970), Antoine Pinay (1891–1994), Guy Mollet (1905–1975), René Pleven (1901–1993), Robert Schuman (1886–1963) und Georges Bidault (1899–1983). Es war ein parlamentarisches Regierungssystem mit dominierender Stellung der Legislative, das infolge der Parteienzersplitterung durch extreme politische Instabilität gekennzeichnet war: In elf Jahren gab es 25 Regierungen. Obwohl auf wirtschaftlichem Gebiet durchaus erfolgreich, scheiterte die IV. Republik letztlich an den verlustreichen Dekolonialisierungskonflikten in Indochina und Nordafrika. Der Algerienkrieg und ein drohender Militärputsch besiegelten ihr Schicksal und ermöglichten die Rückkehr de Gaulles an die Macht.

## Entstehung
Im Zuge der Befreiung Frankreichs von der deutschen Besetzung hatte eine Provisorische Regierung unter General Charles de Gaulle mit Unterstützung der Alliierten die Macht übernommen, die bis zur Wiederherstellung einer demokratisch legitimierten politischen Ordnung nach dem Ende des Zweiten Weltkriegs amtieren sollte. Faktisch bezog diese Regierung (Gouvernement provisoire) ihre Legitimität aus der Einbeziehung aller nicht durch die Kollaboration kompromittierten politischen Kräfte, die im Exil oder in der Résistance gegen die Besatzung und das kollaborationistische Vichy-Regime von Marschall Philippe Pétain gekämpft hatten.
In einem Plebiszit am 5. Mai 1946 entschied sich die Mehrheit der abstimmenden Franzosen, erstmals inklusive der Frauen, gegen die Wiederherstellung der Institutionen der Dritten Republik (1870–1940). General de Gaulle, der seine Vorstellungen hinsichtlich der staatlichen Neugestaltung nicht durchzusetzen vermochte, trat 1946 als provisorischer Staats- und Regierungschef zurück und sagte der „Parteienherrschaft“ den Kampf an. Die neue Verfassung – ein erster Entwurf wurde in einer Volksabstimmung verworfen, der zweite nur mit knapper Mehrheit gebilligt – basierte auf einem Kompromiss zwischen den drei stärksten Parteien, Kommunisten (PCF), Sozialisten (SFIO) und christlich-demokratischem MRP (Mouvement républicain populaire). Die Macht war beim Parlament bzw. dessen erster Kammer, der Nationalversammlung (Assemblée nationale), konzentriert. Die wechselnden Allianzen erschwerten die Bildung handlungsfähiger Regierungen. Die Kommunisten befanden sich nach ihrer Verdrängung aus der Regierung wegen des Kalten Kriegs 1947 in „Quarantäne“; die oppositionellen Gaullisten und die rechtspopulistischen Poujadisten bekämpften von Anfang an das Institutionengefüge als solches. General de Gaulle propagierte eine Stärkung der Exekutivgewalt unter einem mit umfangreichen Vollmachten ausgestatteten Staatsoberhaupt, wie dies in der V. Republik dann später realisiert wurde.

### Die Entscheidung für eine neue Verfassung
| Ergebnisse des Referendums vom 21. Oktober 1945 | Ergebnisse des Referendums vom 21. Oktober 1945 | Ergebnisse des Referendums vom 21. Oktober 1945 | Ergebnisse des Referendums vom 21. Oktober 1945 |
| ----------------------------------------------- | ----------------------------------------------- | ----------------------------------------------- | ----------------------------------------------- |
| Wahlberechtigte                                 | 25.717.551                                      |                                                 |                                                 |
| Enthaltungen                                    | 4.968.578                                       | 20,1 %                                          | der Stimmberechtigten                           |
| 1. Frage                                        |                                                 |                                                 |                                                 |
| Abgegebene Stimmen                              | 19.283.882                                      | 74,97 %                                         | der Wahlberechtigten                            |
| Ja                                              | 18.584.746                                      | 96,37 %                                         | der abgegebenen Stimmen                         |
| Nein                                            | 699.136                                         | 3,63 %                                          | der abgegebenen Stimmen                         |
| 2. Frage                                        |                                                 |                                                 |                                                 |
| Abgegebene Stimmen                              | 19.244.419                                      | 74,82 %                                         | der Wahlberechtigten                            |
| Ja                                              | 12.795.213                                      | 66,48 %                                         | der abgegebenen Stimmen                         |
| Nein                                            | 6.449.206                                       | 33,52 %                                         | der abgegebenen Stimmen                         |

Zusammen mit den ersten Parlamentswahlen nach dem Ende des Zweiten Weltkriegs wurde erstmals seit den Plebisziten des Zweiten Kaiserreichs ein Referendum über die zukünftige politische Ordnung durchgeführt. Dabei wurden den Wählern – darunter erstmals auch Frauen – zwei Fragen vorgelegt, nämlich erstens, ob die gewählte Versammlung eine neue Verfassung ausarbeiten sollte, und zweitens, ob das Mandat dieser Versammlung auf sieben Monate, die zur Ausarbeitung einer Verfassung für notwendig erachtet wurden, begrenzt werden sollte.
Mit Ausnahme der Führung der Radikalen Partei sprachen sich alle politischen Kräfte für eine neue Verfassung aus; das Abstimmungsergebnis drückt deutlich aus, wie stark auch in der Wählerschaft der Wunsch nach einer Neuordnung der politischen Institutionen war. Dies bedeutete zugleich eine eindeutige Ablehnung einer Rückkehr zur Verfassung der III. Republik, die übrigens auch von einer Mehrheit der Wählerschaft der Radikalen geteilt wurde.

### Die erste Verfassunggebende Nationalversammlung und der erste Verfassungsentwurf
| Ergebnisse der Wahl zur Verfassunggebenden Nationalversammlung vom 21. Oktober 1945 | Ergebnisse der Wahl zur Verfassunggebenden Nationalversammlung vom 21. Oktober 1945 | Ergebnisse der Wahl zur Verfassunggebenden Nationalversammlung vom 21. Oktober 1945 | Ergebnisse der Wahl zur Verfassunggebenden Nationalversammlung vom 21. Oktober 1945 |
| ----------------------------------------------------------------------------------- | ----------------------------------------------------------------------------------- | ----------------------------------------------------------------------------------- | ----------------------------------------------------------------------------------- |
|                                                                                     | Stimmen                                                                             | in %                                                                                | Mandate                                                                             |
| Wahlberechtigte                                                                     | 24.680.981                                                                          |                                                                                     |                                                                                     |
| Enthaltungen                                                                        | 4.965.256                                                                           | 20,1 %                                                                              |                                                                                     |
| PCF und Verbündete                                                                  | 5.024.174                                                                           | 26,12 %                                                                             | 159                                                                                 |
| SFIO und Verbündete                                                                 | 4.491.152                                                                           | 23,35 %                                                                             | 146                                                                                 |
| Radikale und UDSR                                                                   | 2.018.665                                                                           | 10,49 %                                                                             | Rad.: 29 UDSR: 31                                                                   |
| MRP                                                                                 | 4.580.222                                                                           | 23,81 %                                                                             | 150                                                                                 |
| Modérés (Gemäßigte Rechte)                                                          | 3.001.063                                                                           | 15,60 %                                                                             | 64                                                                                  |
| Sonstige                                                                            | 41.352                                                                              | n. a.                                                                               | 7                                                                                   |
| 1. 2. 3. 4.                                                                         |                                                                                     |                                                                                     |                                                                                     |

In der am 21. Oktober 1945 gewählten Nationalversammlung, die gemäß dem Ausgang des Referendums eine verfassunggebende Versammlung war, hatten Kommunisten (PCF) und Sozialisten (SFIO) eine Mehrheit. Die Versammlung bestätigte einstimmig die Provisorische Regierung von General de Gaulle im Amt.
Maßgeblich an der Diskussion über die Verfassung der IV. Republik beteiligt waren die großen Parteien sowie Charles de Gaulle. Zwischen den Parteien bestand Einigkeit über ein parlamentarisches Regierungssystem. Allerdings sprachen sich Kommunisten und Sozialisten für ein Einkammerparlament aus, von dem alle anderen Institutionen abhängig sein sollten, während der MRP ein Zweikammerparlament und eine stärkere Exekutive bevorzugte.
Die sich anhand der hierin übereinstimmenden Positionen von PCF, SFIO und MRP abzeichnende Entscheidung für ein parlamentarisches Regierungssystem (und damit gegen ein präsidentielles Regierungssystem) ist einer der Gründe für den Rücktritt de Gaulles vom Amt des Präsidenten der Provisorischen Regierung am 20. Januar 1946.
Der erste Verfassungsentwurf, der am 19. April 1946 mit den Stimmen der kommunistisch-sozialistischen Mehrheit von der Verfassunggebenden Nationalversammlung verabschiedet wurde, sah de facto ein Einkammerparlament vor, das die Regierung und auch den Staatspräsidenten wählen sollte. Daneben sollte ein Conseil de l’Union française mit ausschließlich beratender Funktion zur Vertretung der Überseegebiete eingerichtet werden. Den Bestimmungen über die Institutionen wurde ein Grundrechtekatalog mit 39 Artikeln vorangestellt, der bürgerliche, politische, wirtschaftliche und soziale Rechte umfasste.
Dieser Verfassungsentwurf wurde am 5. Mai 1946 in einem Referendum zur Abstimmung gestellt. Während insbesondere die Kommunisten und (weitaus verhaltener) die Sozialisten für die Zustimmung warben, sprach sich der MRP aufgrund der zu starken Stellung der Nationalversammlung und des Fehlens institutioneller Gegengewichte gegen den Entwurf aus. De Gaulle, dessen Ablehnung bekannt war, äußerte sich nicht öffentlich.
53 Prozent der Wähler lehnten den Entwurf ab (bei einer Wahlbeteiligung von 80,7 %), so dass eine zweite Verfassunggebende Nationalversammlung gewählt wurde, die erneut den Auftrag erhielt, innerhalb von sieben Monaten eine Verfassung auszuarbeiten, die wiederum zur Abstimmung gestellt werden sollte. Dies führte auch zur Verlängerung der vorläufigen politischen Ordnung der Provisorischen Regierung.

### Die zweite Verfassunggebende Nationalversammlung und die Verfassung von 1946
| Ergebnisse der Wahl zur Verfassunggebenden Nationalversammlung vom 2. Juni 1946 | Ergebnisse der Wahl zur Verfassunggebenden Nationalversammlung vom 2. Juni 1946 | Ergebnisse der Wahl zur Verfassunggebenden Nationalversammlung vom 2. Juni 1946 | Ergebnisse der Wahl zur Verfassunggebenden Nationalversammlung vom 2. Juni 1946 |
| ------------------------------------------------------------------------------- | ------------------------------------------------------------------------------- | ------------------------------------------------------------------------------- | ------------------------------------------------------------------------------- |
|                                                                                 | Stimmen                                                                         | in %                                                                            | Mandate                                                                         |
| Wahlberechtigte                                                                 | 24.696.949                                                                      |                                                                                 |                                                                                 |
| Enthaltungen                                                                    | 4.481.749                                                                       | 18,1 %                                                                          |                                                                                 |
| Leere und ungültige                                                             | 409.870                                                                         | 1,6 %                                                                           |                                                                                 |
| PCF und Verbündete                                                              | 5.145.325                                                                       | 25,9 %                                                                          | 153                                                                             |
| SFIO und Verbündete                                                             | 4.187.747                                                                       | 21,1 %                                                                          | 128                                                                             |
| RGR                                                                             | 2.299.963                                                                       | 11,6 %                                                                          | 52                                                                              |
| MRP und Verbündete                                                              | 5.589.213                                                                       | 28,2 %                                                                          | 166                                                                             |
| Modérés (Gemäßigte Rechte)                                                      | 2.538.167                                                                       | 12,8 %                                                                          | 67                                                                              |
| UDMA                                                                            | n. a.                                                                           | n. a.                                                                           | 11                                                                              |
| Sonstige                                                                        | 44.915                                                                          | 0,1 %                                                                           | 7                                                                               |
| 1. 2. 3. 4. 5. 6.                                                               |                                                                                 |                                                                                 |                                                                                 |

Am 2. Juni 1946 wurde eine neue Verfassunggebende Nationalversammlung gewählt, in der sich die Mehrheitsverhältnisse zugunsten des MRP verschoben. Die Provisorische Regierung wurde zwar weiterhin von MRP, PCF und SFIO getragen, allerdings unter der Führung von Georges Bidault (MRP).
Am 16. Juni 1946 hielt de Gaulle in Bayeux anlässlich des zweiten Jahrestages ihrer Befreiung (als erste Stadt Frankreichs) eine berühmte Rede, in der er seine Vorstellungen von einem zukünftigen politischen System Frankreichs darlegte, die er 1958 in der Verfassung der V. Republik verwirklichen sollte. Dabei handelte es sich um ein Präsidialsystem, bei dem die politische Macht der Regierung dem Zugriff der Parteien so weit wie möglich entzogen werden sollte.
Trotz der leicht veränderten Mehrheitsverhältnisse und der heftigen öffentlichen Kritik de Gaulles sah jedoch auch der zweite Verfassungsentwurf, den die Verfassunggebende Nationalversammlung am 29. September 1946 annahm, ein parlamentarisches Regierungssystem vor, in dem die Nationalversammlung klar die Vorrangstellung gegenüber der zweiten Kammer, dem Conseil de la République, erhielt. Die Wahl zum Staatspräsidenten erfolgte jedoch durch beide Kammern gemeinsam.
Beiden Entwürfen gemeinsam war die schwache Position der Exekutive: Die Nationalversammlung wählte auf Vorschlag des Staatspräsidenten den Ministerpräsidenten, der sich dann mit seinem Kabinett und einem Regierungsprogramm erneut einer Vertrauensabstimmung stellen musste. Diese doppelte Investitur wurde 1954 durch eine Verfassungsänderung abgeschafft, nachdem mehrfach designierte Ministerpräsidenten bereits bei der zweiten Vertrauensabstimmung gescheitert waren.
Anstatt eines umfassenden Grundrechtekatalogs in Form verbindlicher Verfassungsartikel sah der zweite Verfassungsentwurf lediglich eine Präambel vor, in der die Erklärung der Menschen- und Bürgerrechte von 1789 bekräftigt und um die Gleichberechtigung der Frau, das Asylrecht und wirtschaftliche und soziale Rechte ergänzt wurde. Diese Präambel von 1946 wurde jedoch durch die Präambel der Verfassung der V. Republik bekräftigt; infolge der Rechtsprechung des Conseil constitutionnel stellt sie heute geltendes Verfassungsrecht dar.
Mit der Einführung einer zweiten Kammer stellte die Verfassung einen Kompromiss zwischen PCF, SFIO und MRP dar. Während die Führungen der großen Parteien für die Zustimmung zu der Verfassung warben, sprach sich Charles de Gaulle klar dagegen aus („Franchement non!“), weil sie Frankreich weder einen Präsidenten noch eine Regierung gebe, die diesen Namen verdiene. Kernpunkt der Kritik de Gaulles war die fehlende Handlungsfähigkeit der Exekutive in der Außen- und Verteidigungspolitik.
Die Verfassung der IV. Republik wurde am 13. Oktober 1946 in einem Referendum mit 53,5 % der abgegebenen Stimmen angenommen. Jedoch blieben 31,2 % der Wahlberechtigten der Abstimmung fern, so dass de Gaulle äußerte, dass ein Drittel der Franzosen die Verfassung abgelehnt habe, ein Drittel habe sich enthalten und nur ein Drittel habe zugestimmt.
Am 27. Oktober 1946 trat die Verfassung in Kraft. Am 10. November erfolgten die Wahlen zur Nationalversammlung; bei dieser erhielt wieder die kommunistische Partei Frankreichs die meisten Stimmen.
Die Mitglieder des Conseil de la République wurden am 8. Dezember gewählt. Beide Kammern versammelten sich am 16. Januar 1947 in Versailles zur Wahl des Sozialisten Vincent Auriol zum ersten Präsidenten der IV. Republik. Erst danach konnte der Prozess der Regierungsbildung abgeschlossen werden, weil der Präsident den Ministerpräsidenten formell vorschlagen musste.
Aus diesem Grund amtierte vom 16. Dezember 1946 bis 16. Januar 1947 eine letzte Provisorische Regierung, ein rein sozialistisches Minderheitskabinett unter Léon Blum.
Der neu gewählte Präsident schlug als Ministerpräsidenten Paul Ramadier (SFIO) vor, der am 21. Januar 1947 gewählt wurde und eine (Fast-)Allparteienregierung aus SFIO, PCF, MRP, Radikalen, UDSR und gemäßigten Rechten bildete. Diese stellte sich am 28. Januar 1947 mit Erfolg der Vertrauensabstimmung in der Nationalversammlung; damit war der institutionelle Aufbau der IV. Republik abgeschlossen.

## Politisches System

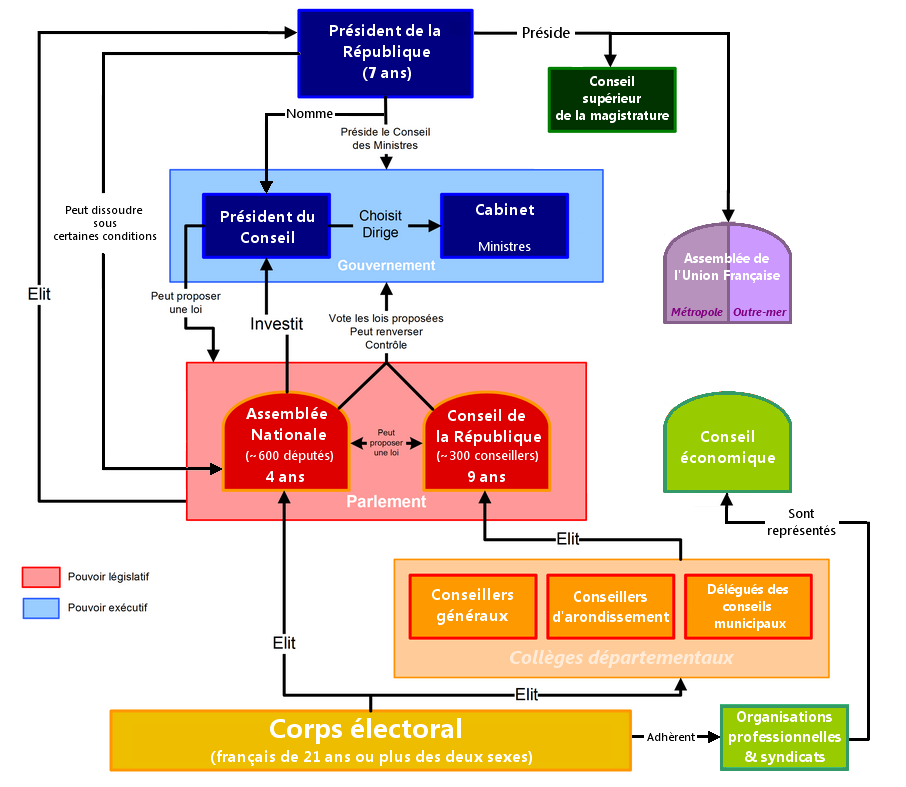
Schematische Darstellung der Verfassungsorgane der Vierten Republik

Ähnlich wie in der III. Republik, als deren konstitutioneller Nachfolger die IV. Republik gelten kann, war die Macht des Parlaments, von dessen Unterstützung die Regierung abhängig war, sehr stark. Der Präsident wurde vom Parlament in gemeinsamer Sitzung beider Kammern für sieben Jahre gewählt. Im Unterschied zur III. Republik hatte jedoch die erste Parlamentskammer, die Nationalversammlung, gegenüber der zweiten Kammer, dem Conseil de la République, eine klare Vorrangstellung. Im Gesetzgebungsverfahren kam Letzterer nur eine beratende Funktion zu, die Nationalversammlung war an ihr Votum nicht gebunden.

### Krisen der IV. Republik
Durch ein breit gefächertes politisches Spektrum und tiefe ideologische Grenzen war es insbesondere unter Berücksichtigung des geltenden Verhältniswahlrechts schwer, zu stabilen Regierungsmehrheiten zu finden. Die Regierungen der Vierten Republik stützten sich in der Regel auf Koalitionen aus mehreren Parteien. Dabei war jedoch, ab 1947, die in allen Wahlen stärkste Partei, die PCF, an keiner Regierung mehr beteiligt. Unter diesen Umständen fanden sich leicht Mehrheiten für den Sturz einer Regierung, umso schwerer war dagegen die Regierungsbildung.
Tatsächlich war die Vierte Republik durch eine große Zahl von Regierungswechseln gekennzeichnet. Die durchschnittliche Amtszeit betrug nur rund sechs Monate.
Krisen, die die Schwäche der politischen Institutionen verdeutlichten, waren neben den häufigen Regierungskrisen insbesondere:
- Politische Streiks im Herbst 1947, die sich aus Arbeitskämpfen für höhere Löhne entwickelt hatten. Die kommunistischen Gewerkschaft CGT rief zu massenhaften Arbeitsniederlegungen auf, um einen Beitritt Frankreichs zum Marshall-Plan und damit zum westlichen Lager unter Führung der USA zu verhindern. Die PCF schied daraufhin aus dem Regierungsbündnis aus, der Streik wurde gewaltsam niedergeschlagen.[3]

- die Auseinandersetzung um die Europäische Verteidigungsgemeinschaft, die die politische Debatte von 1952–1954 dominierte und zum Auseinanderbrechen mehrerer Regierungen führte;
- die Wahl des Staatspräsidenten René Coty, zu der im Dezember 1953 13 Wahlgänge erforderlich waren;
- die militärischen Herausforderungen zunächst im Indochinakrieg, der 1954 mit der Niederlage Frankreichs und der Unabhängigkeit von Vietnam (damals Nord- und Südvietnam), Laos und Kambodscha endete, dann im Algerienkrieg, der schließlich zum Scheitern der Vierten Republik führte.

### Das Ende der IV. Republik
Angesichts der Vielzahl der Konfliktlinien und der Unlösbarkeit der Algerienkrise gelang es 1957/58 nicht mehr, stabile Regierungen zu bilden. Die aufeinanderfolgenden Regierungen von Maurice Bourgès-Maunoury und Félix Gaillard verloren zudem zunehmend die Kontrolle über die Armee. Ein Übergriff der Armee auf das seit 1956 unabhängige Tunesien führte zum Sturz der Regierung Gaillard am 15. April 1958, für den einen Monat lang kein Nachfolger gefunden werden konnte. Noch während am 13. Mai 1958 über die Wahl des Christdemokraten Pierre Pflimlin zum Ministerpräsidenten beraten wurde, übernahm in Algier ein „Wohlfahrtsausschuss“ des Militärs unter Führung von General Jacques Massu die Macht. Unter dem Eindruck des Putsch d’Alger (1958) und der Opération Résurrection gelang zwar die Einsetzung einer neuen Regierung in Paris; die politische Lage blieb jedoch instabil.
Am 15. Mai 1958 ließ Charles de Gaulle, der sich mehrere Jahre zuvor nach der Niederlage und Auflösung seiner Partei RPF (Rassemblement du Peuple francais) aus dem politischen Leben auf seinen Landsitz in Colombey-les-Deux-Églises zurückgezogen hatte, verlautbaren, er sei angesichts der Staatskrise „bereit, die Macht in der Republik zu übernehmen“. In einer Botschaft an die Nationalversammlung gab daraufhin Staatspräsident Coty bekannt, dass er sich an de Gaulle wende und ihn ersuche, eine neue Regierung zu bilden. Coty drohte zugleich mit seinem Rücktritt, sollte das Parlament diesen Plan zu Fall bringen. De Gaulle wurde am 1. Juni 1958 zum Ministerpräsidenten einer Regierung unter Beteiligung aller Parteien mit Ausnahme der Kommunisten gewählt. Drei Ex-Regierungschefs – Pinay, Mollet und Pflimlin – gehörten dem Kabinett an. Am 2. Juni wurden ihm durch ein Verfassungsgesetz außerordentliche Vollmachten in Exekutive und Legislative, einschließlich des Auftrags zur Ausarbeitung einer neuen Verfassung innerhalb von sechs Monaten, übertragen. Die Nationalversammlung vertagte sich anschließend auf unbestimmte Zeit.
Die neue Verfassung wurde nach den Vorstellungen de Gaulles unter Beteiligung eines Beratenden Verfassungskomitees unter der Führung des de Gaulle-Vertrauten Michel Debré ausgearbeitet und am 28. September 1958 von 79,25 % der Wähler angenommen (bei einer Wahlbeteiligung von 83,3 %). Am 4. Oktober wurde die neue Verfassung verkündet. Damit war die IV. Republik auch offiziell beendet und die V. Republik gegründet.

## Herausforderungen und Leistungen
Die IV. Republik stand vor mehreren Herausforderungen
- Die Kriegsschäden reparieren
- Die Wirtschaft in Gang bringen
- Das politische System reformieren
- Das Erbe von Vichy und der Collaboration verwalten

Viele Weichenstellungen erfolgten bereits 1945 und wurden unter der IV. Republik präzisiert und durchgeführt.

### Wohnungsbau
Der Wohnungsbestand war schon vor dem Krieg veraltet: 1946 waren 48 % aller Wohnungen ohne fließend Wasser, 80 % hatten keine Innentoilette, 90 % hatten weder Dusche noch Bad.  Der Wiederaufbau erfolgte oft durch eine moderne Neubebauung. Das vollständig zerstörte Le Havre wurde von Auguste Perret von 1945 bis 1964 als moderne Stadt wiederaufgebaut, heute Weltkulturerbe. St. Dié, welches auch vollständig zerstört war, wurde 1950 bis 1960 unter Mitwirkung von Le Corbusier von André Wogenscky wiederaufgebaut. Charles-Gustave Stoskopf baute mehrere Großsiedlungen: Strasbourg ab 1952, in Mont-Mesly-Viertel in Créteil ab 1955. Saint-Malo z. B. wurde im historischen Stil wiederaufgebaut (1945–1971).

### Infrastruktur und Wirtschaft
Mehr als 1000 Brücken, 20.000 km Bahnstrecken und das gesamte Straßennetz waren zerstört. Die großen öffentlichen Unternehmen wie SNCF (Eisenbahn), EDF (Elektrizität) und GDF (Gas) spielten beim Wiederaufbau eine wichtige Rolle. Auch das Kanalnetz wurde schnell in Stand gesetzt, um die Kohleversorgung zu verbessern. Wichtige Betriebe wurde nationalisiert, z. B. die Kohle- und Eisenminen, oder Renault (1945), die Flugzeugindustrie SNECMA und Air France. Ebenso öffentliche Verkehrsmittel wie die RATP (Metro Paris). Schließlich wurden auch die großen Banken nationalisiert: Crédit Lyonnais, Société Générale und andere. Der Staat wurde zum Hauptakteur der Wirtschaft.
Die Automobilindustrie entwickelte neue Modelle für den Massenmarkt: Renault den 4 CV 1946, Citröen den 2 CV 1948. 1947/48 erschütterte eine Wirtschaftskrise das Land, Nahrungsmittel wurden knapp, die Inflation stieg, der Franc wurde abgewertet. In diesem Jahr begannen die Hilfen des Marshall-Plans zu fließen, die ab 1947 bis 1950 ca. 2,5 Milliarden Dollar betrugen und hauptsächlich in die Infrastruktur und die großen staatlichen Unternehmen investiert wurden. Moderne Technologien und Management Methoden wurden aus den USA übernommen. Diese „Amerikanisierung“ wurde nicht von allen begrüßt, die Nationalversammlung verbot 1950 Coca-Cola, das Verbot wurde von der zweiten Kammer (Conseil de la République) wieder aufgehoben. 1949 kamen liberal-konservative Regierungen ins Amt, die mit klassischen Mitteln die Krise bekämpften: Freigabe der Preise, Streichung von Subventionen, Abwertung des Franc. Diese Reformen waren erfolgreich, die Wirtschaftsleistung erreichte wieder Vorkriegsniveau, das Nationalprodukt wuchs um 22 % zwischen 1948 und 1950, die jährliche Steigerung danach betrug 4,5 %. In der französischen Presse erschienen neue Titel: Paris Match, Elle, L’Express, L’Observateur. Die Haute Couture, speziell Dior und Balmain, wurden wieder weltweit führend mit dem „New Look“. 1952 gelang es nicht, ein Budget zu verabschieden, Antoine Pinay wurde Regierungschef und versuchte über Anleihen das Defizit zu finanzieren und durch Appelle Preissenkungen zu erreichen, dies war teilweise erfolgreich. Nach dem Sturz der Regierung kam es 1952/53 zu einer Rezession. Ab 1954 begann ein Wirtschaftszyklus mit starkem Wachstum, der später den Namen Trente Glorieuses (Die dreißig Glorreichen) erhielt. Die französische Industrie war auf vielen Gebieten innovativ: das Düsenflugzeug Caravelle, Marcel Dassault entwickelte die Düsenjäger Mystère und Mirage, das Commissariat à l’Énergie Atomique forschte an der zivilen und militärischen Nutzung der Atomenergie. Menschen, die sich durch die schnellen Veränderungen überfordert fühlten, vereinten sich zur Poujadismus Bewegung. Der Staat beginnt mit der Dezentralisierung, die Konzentration auf Paris sollte abgelöst werden durch eine bessere Verteilung von Menschen und Industrie auf ganz Frankreich.

### Sozialpolitik
Ab 1945 wurden Sozialversicherungen eingeführt: Krankheit, Alter, Invalidität und Berufsunfähigkeit. Man entschied sich für ein System, in dem Arbeiter und Arbeitgeber die Kassen durch Beiträge finanzieren, das englische Modell, in dem der Staat alle Kosten trägt, erschien in Anbetracht der öffentlichen Finanzen nicht durchführbar. Die Arbeitslosenversicherung wurde erst später eingeführt. Das Beamtentum wurde reformiert, die Beamten wurden unkündbar und durften streiken.

### Vichy und die Collaboration
Die Verfolgung der Verantwortlichen des Vichy-Regimes und von Collaborateuren (Franzosen, die mit den deutschen Besatzern zusammengearbeitet haben) erfolgte hauptsächlich direkt nach der Befreiung 1944/45 und wird mit Épuration (Reinigung) bezeichnet. Von den 108 Hauptangeklagten wurden 13 zum Tode verurteilt, 3 wurden hingerichtet. Viele Mitläufer blieben unbehelligt, z. B. François Mitterrand. In der IV. Republik endete die Verfolgung. 1951 bis 1953 wurden verschiedene Amnestiegesetze erlassen.

### Kolonialreich
Nach dem Zweiten Weltkrieg versuchte Frankreich, sein z. T. verlorenes Kolonialreich wiederaufzubauen. Die Kolonien wurden in der Union française organisiert. Sie konnten Abgeordnete und Senatoren nach Paris entsenden, die jedoch zu wenige waren, um Einfluss ausüben zu können. Die Regierungsmacht lag weiterhin ausschließlich in Paris. Die Bewohner wollten dies nicht weiter so hinnehmen und es entstanden Bewegungen zu mehr Autonomie oder Unabhängigkeit. Paris reagierte mit Härte und sandte Truppen, die die Aufstände blutig niederschlugen, z. B. in Madagaskar im März 1947. In Frankreich gab es eine starke politische Bewegung für die unveränderte Beibehaltung der Kolonien, unterstützt von Firmen, die daran verdienten. Die gewaltsame Unterdrückung führte zu Hass auf die Kolonialmacht und weiterer Gewalt. Die Mittel Frankreichs reichten bald nicht mehr aus, die Aufstände zu beherrschen, es musste sich nach und nach aus Indochina (1954), Marokko und Tunesien (1956) zurückziehen. Der Unabhängigkeitskrieg in Algerien führte schließlich zum Ende der Vierten Republik.

## Präsidenten
| Präsident      | Amtszeit  |
| -------------- | --------- |
| Vincent Auriol | 1947–1954 |
| René Coty      | 1954–1959 |

## Ministerpräsidenten
| Ministerpräsident        | Amtsübernahme      | Partei   |
| ------------------------ | ------------------ | -------- |
| Paul Ramadier            | 22. Januar 1947    | SFIO     |
| Robert Schuman           | 24. November 1947  | MRP      |
| André Marie              | 26. Juli 1948      | Radicaux |
| Robert Schuman           | 5. September 1948  | MRP      |
| Henri Queuille           | 11. September 1948 | Radicaux |
| Georges Bidault          | 28. Oktober 1949   | MRP      |
| Henri Queuille           | 2. Juli 1950       | Radicaux |
| René Pleven              | 12. Juli 1950      | UDSR     |
| Henri Queuille           | 10. März 1951      | Radicaux |
| René Pleven              | 11. August 1951    | UDSR     |
| Edgar Faure              | 20. Januar 1952    | Radicaux |
| Antoine Pinay            | 8. März 1952       | CNIP     |
| René Mayer               | 8. Januar 1953     | Radicaux |
| Joseph Laniel            | 27. Juni 1953      | CNIP     |
| Pierre Mendès France     | 18. Juni 1954      | Radicaux |
| Edgar Faure              | 23. Februar 1955   | Radicaux |
| Guy Mollet               | 31. Januar 1956    | SFIO     |
| Maurice Bourgès-Maunoury | 12. Juni 1957      | Radicaux |
| Félix Gaillard           | 6. November 1957   | Radicaux |
| Pierre Pflimlin          | 13. Mai 1958       | MRP      |
| Charles de Gaulle        | 1. Juni 1958       | UNR      |
| Ende der IV. Republik    | 4. Oktober 1958    |          |

## Rezeption
In der kollektiven Erinnerung Frankreichs hat die Vierte Republik ein schlechtes Image: politische Instabilität, wirtschaftliche Schwierigkeiten, Kriege in Indochina und im Maghreb. Andererseits wurden hier die Grundlagen für die heute so verklärten Trente Glorieuses gelegt.
Die Vierte Republik war eine Regierungsform, die in einem tief gespaltenen Land nicht erfolgreich war, Frankreich hatte aber auch den Mut, das Experiment zu beenden und hat sich für eine andere Regierungsform entschieden, die offensichtlich besser geeignet ist.